# Jedediah Smith
Jedediah Strong Smith (Bainbridge, 6 gennaio 1799 – Ulysses, 27 maggio 1831) è stato un esploratore, cartografo e scrittore statunitense, oltre che trappeur e montanaro.
Esplorò le Montagne Rocciose, la West Coast e il Sudovest degli Stati Uniti d'America nel 1800. Quasi dimenticato agli inizi del '900, fu poi riscoperto e venerato come un eroe americano.
Fu infatti il primo bianco a viaggiare sul fiume Colorado, vicino al Gran Lago Salato e in California. Fu il primo cittadino statunitense ad esplorare la Sierra Nevada e il Gran Bacino e ad attraversare la California per raggiungere Oregon Country.
Nel 1822 fu uno degli uomini di William H. Ashley come componente della Rocky Mountain Fur Company
Smith sopravvisse a tre massacri indiani e ad una lotta con un grizzly, ma fu ucciso in uno scontro con i Comanches.